# Edward David Freis
Edward David Freis (13 de mayo de 1912 - 1 de febrero de 2005) fue un médico norteamericano, investigador que fue premiado con el Lasker de su Investigación Médica Clínica (1971) en la búsqueda de tratamiento para la hipertensión.

## Biografía
Edward David Freis nace en Chicago (Illinois) de familia de emigrantes lituanos Roy y Rose Freis. Desde pequeño tenía Edward la idea de ser un actor, pero tras la asistencia a unos cuantos shows, decide que ser actor no es algo que le convenga, instante en el que comienza la carretera de medicina. Freis obtiene la licenciatura en medicina en la Universidad de Arizona en 1936, y su doctorado en el College of Physicians and Surgeons de la Columbia University. Tras su graduación, solicitó una beca, y un año de residencia en los hospitales del área de Boston, uniéndose a la United States Army Air Corps, sirviendo como jefe asistente, luego jefe, del servicio del laboratorio service en el Lincoln Air Force Base procedente de 1942-1944, y en el laboratorio del servicio para los  Rheumatic Fever Research Program de los USAAF en Gowen Field en el periodo 1944-1945. Cuando la guerra acabó, Freis regresó a Boston, solicitando de nuevo un puesto como investigador en el Evans Memorial Hospital, donde trabajó bajo las órdenes de Robert Wilkins.

## Carrera
Freis encuentra al Doctor Chester Keefer, quien hizo experimentos con penicilina, y recibe una fuerte influencia para hacer de su carrera un investigador. Comienza su carrera en el United States Veterans Affairs Administration en Washington D. C., especializando su estudios en el estudio de la hipertensión y la tensión arterial. En 1949, Freis fue elegido como Jefe del Servicio Médico, y sirvió como adjunto Profesor del Clínico en la Georgetown University. Posteriormente fue director del Cardiovascular Research Laboratory y jefe del Hypertension Clinic en Georgetown. En 1954 Freis fue promocionado como jefe del Servicio Médico, y en 1959, fue nombrado igualmente nominado como Senior Medical Investigator.
Hasta comienzos del siglo XX, la hipertensión no fue considereada como una enfermedad, sino como una consecuencia natural del envejecimiento humano. Llegando a creer la comunidad científica que la hipertensión era un fenómeno favorable ya que mejoraba la circulación. Incluso no existió un medicamneto con capacidades hipotensoras hasta 1940. E incluso no fue posible diseñar un medicameno capaz de disminuir los niveles de presiónarterial hasta la década de los cuarenta.  Los estudios Freis, publicados inicialmente en la New England Journal of Medicine en 1954 posteriormente se expandieron en la década de los sesenta, mostrando que la hipertensión incrementa el riesgo de infarto, ataque de corazón. El estudio que hace en los añs sesenta, concretamente en el periodo 1964-1969, fue determinante para diseñar lo que serán los modernos tratamientos contra la hipertensión. Pronto se verá que los tratamientos aumentan la supervivencia de los pacientes algunos de los efectos nocivos de la alta presión arterial. El estudio fue uno de los primeros ensayos clínicos doble ciego realizado en Estados Unidos.

## Publicaciones
- The High Blood Pressure Book, with Gina Kolata, 1979